# De Nobelaer
De Nobelaer (früher bekannt als Nieuwe Nobelaer) ist ein Kulturzentrum in der niederländischen Stadt Etten-Leur (Nordbrabant) mit: Bibliothek, Kunstvermittlung/Bildung, Theaterbibliothek, Popbühne, Veranstaltungen und einem mittelgroßen Theater.

## Benennung
Das Kulturhaus De Nobelaer ist nach Justus de Nobelaer benannt. Zwischen 1655 und 1685 lebte er im Huis De Nobelaer. Justus hatte ein großes Herz; Seine Liebe zur Kunst entsprach seiner Liebe zu Menschen. 1681 ließ er die Sint Paulushofje in Etten-Leur bauen, um dreizehn arme Frauen unterzubringen. Seit 1958 ist der Familienname Justus mit Kunst und Kultur in Etten-Leur verbunden. Ab 2022 wird De Nobelaer am Kreisverkehr in der Parklaan geschäftig und verführerisch sein. Hier trägt das Kulturhaus mit einer schönen Mischung aus darstellender Kunst, Bibliothek und Kunstvermittlung zum Glück der Bewohner bei.

## Geschichte
Am 27. Dezember 1957 wurde bei einem festlichen Anlass der erste Spatenstich für ein Kulturzentrum in Etten en Leur gesetzt. Der Komplex am Vincent van Goghplein wurde 1958 nach einem Entwurf des Architekten B.J. Koldewey und seines Sohnes H.M. Koldewey erbaut. Im Komplex wurden eine Bibliothek/Lesesaal und ein Theater/Filmsaal realisiert. Es gab auch Raum für Ausstellungen. Am 15. November 1958 wurde De Nobelaer vom Staatssekretär für Bildung, Kunst und Wissenschaft Mr. R.G.A. Höppener.
Die erste Renovierung des Komplexes fand 1970 statt. Der Eingang befand sich damals an der Anna van Berchemlaan. Die Kunstuitleen wurde am 27. November 1987 eröffnet, aber 2014 geschlossen. 1992 wurde im Erdgeschoss ein gläserner Erker angebaut, um mehr Platz für die Bibliothek zu schaffen. Im selben Jahr wurde beschlossen, das Kino einzustellen. Auch das Theaterdinner wurde eingeführt, das ein großer Erfolg wurde. 1998 wurden Theatersaal und Foyer renoviert.
2010 wurden sieben bis dahin autonome Kulturinstitutionen von Etten-Leurs zusammengelegt. Diese waren: Theater Congress Center De Nobelaer, Bibliothek Etten-Leur, Centre for the Arts Sint Frans, Speelotheek Sam-Sam, POPEL, Centre for Visual Arts Doornbos, Kunstuitleen und VVV. Nach der Fusion wurden diese Institutionen unter dem Namen Nieuwe Nobelaer weitergeführt. Zwei Jahre später zog Centre for Visual Arts Doornbos von der Spoorlaan in die Anna van Berchemlaan.

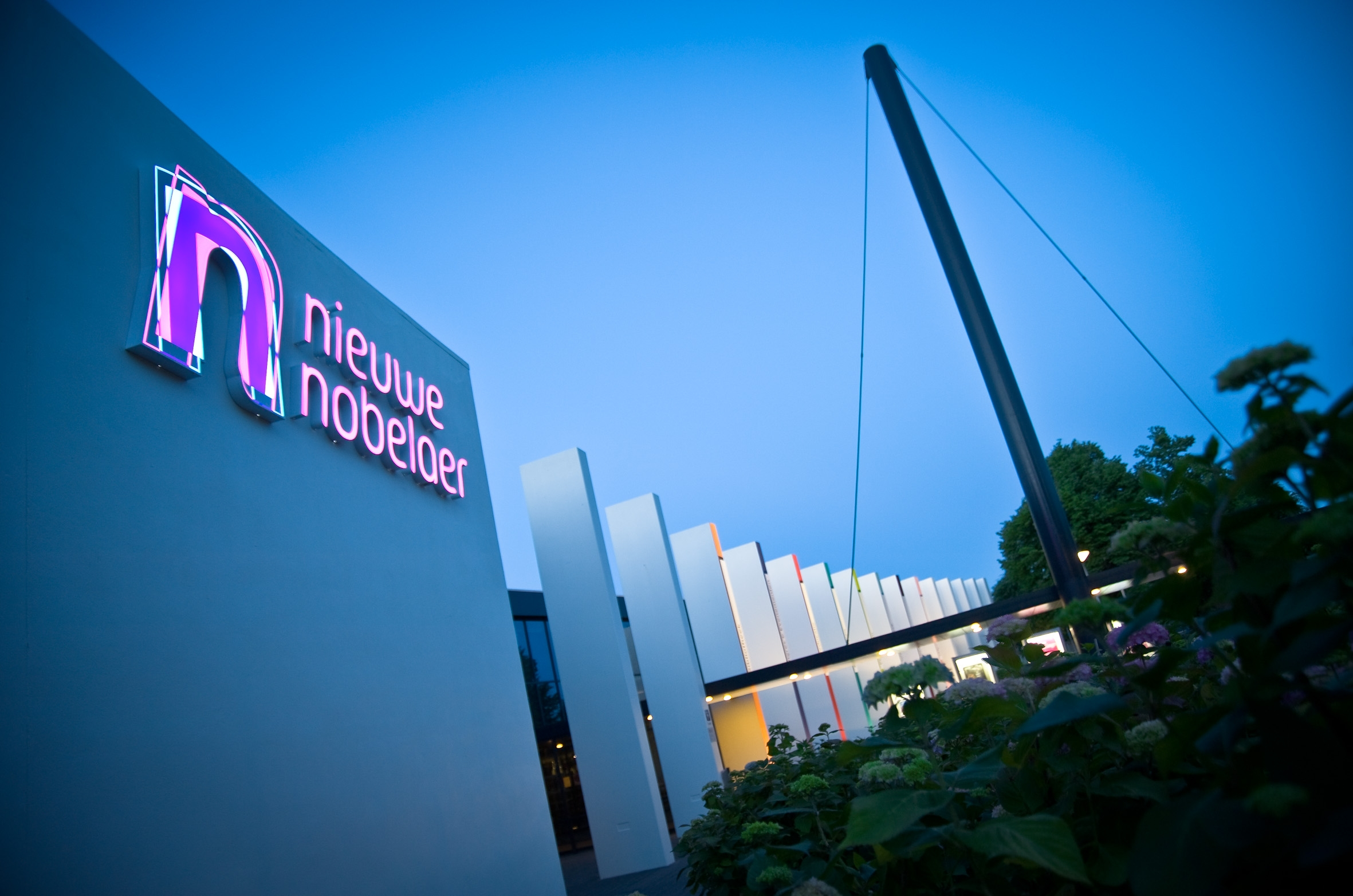
Fassade Nieuwe Nobelaer Anna van Berchemlaan

2014 beschloss die Gemeinde Etten-Leur offiziell einen Neubau, da die ursprüngliche Anlage von 1958 nicht mehr erhalten werden konnte. Am 19. Juni 2020 hat der Bau des neuen Gebäudes an der Parklaan begonnen. Der ehemalige Schöffe Jan van Hal legte am 13. April 2021 den Grundstein. Angesichts des bevorstehenden Umzugs wurde beschlossen, den Namen von Nieuwe Nobelaer in De Nobelaer zu ändern. Die Schlüsselübergabe war am 24. Dezember 2021. Die Bibliothek wurde am 15. März 2022 von 1000 Grundschülern symbolisch durch eine Bücherkette bewegt. Während des Spijkerbroeken-Eröffnungswochenendes vom 1. bis 3. April 2022 konnte die Öffentlichkeit das neue Gebäude erstmals von innen besichtigen. Die offizielle Eröffnung folgte später am 10. September 2022.

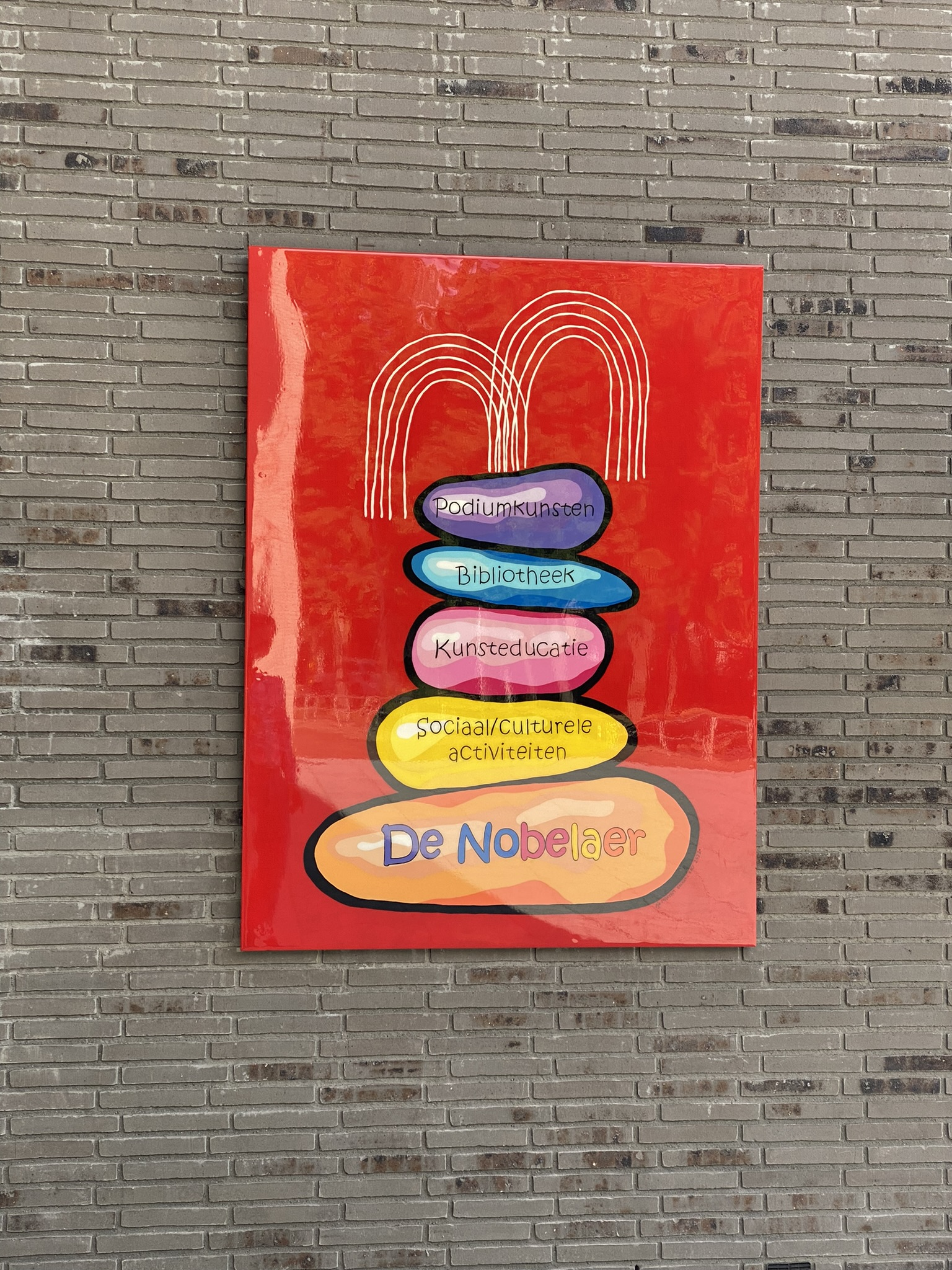
Die Tafel „De Nobelaer“, 2022, befindet sich draußen auf dem Vorplatz, Etten-Leur, hergestellt von Maryam Bashari Rad